# Knud Østergaard
Knud Charles Elvig Østergaard (* 21. März 1922 in Kopenhagen; † 28. November 1993) war ein dänischer Offizier und Politiker der Konservativen Volkspartei KF (Det Konservative Folkeparti), der unter anderem zwischen 1964 und 1973 Mitglied des Parlaments (Folketing) sowie 1971 kurzzeitig Verteidigungsminister in der Regierung Baunsgaard war. Er war zwischen 1981 und 1990 erneut Mitglied des Folketing und von 1989 bis 1990 Verkehrsminister in der Regierung Schlüter III.

## Leben
Knud Charles Elvig Østergaard, Sohn des Bauern Peder Christiansen Østergaard und der Hausfrau Kristine Sørine Østergaard, besuchte zwischen 1928 und 1933 die Vester-Hassing Skole und danach bis 1940 die Ålborg Katedralskole sowie zuletzt 1941 die Fodfolkets Kornetskole. Anschließend absolvierte er zwischen 1942 und 1944 eine Ausbildung an der Heeresoffiziersschule (Hærens Officersskole). Er diente innerhalb der Streitkräfte zunächst im Heer (Hæren) und wurde 1945 Oberleutnant (Premierløjtnant) befördert. 1949 wurde er als Kapitänleutnant (Kaptajnløjtnant) in die neugegründete Heimwehr (Hjemmeværnet) übernommen, wechselte aber bereits 1952 als Hauptmann (Kaptajn) und Distriktleiter in die Heeresheimwehr (Hærhjemmeværnet). Er wurde 1962 zum Major sowie 1963 zum Oberstleutnant (Oberstløjtnant) befördert und besuchte 1963 einen Lehrgang für Speziale Kriegsführung und psychologische Operationen in Fort Bragg in North Carolina. Mitte der 1950er Jahre begann er sein politisches Engagement für die Konservative Volkspartei KF (Det Konservative Folkeparti) und kandidierte bei der Folketingswahl 1957 ohne Erfolg im Wahlkreis Nørre Sundbykreds für ein Mandat im Parlament. Er war zwischen 1958 und 1966 Vize-Bürgermeister von Aalborg und während dieser Zeit auch Vorsitzender der KF-Fraktion im Aalborger Stadtrat. Zugleich war er zwischen 1958 und 1971 Vorsteher des Technischen Kollegs Aalborg.
Am 22. September 1964 wurde Østergaard, der seit 1966 auch einen Bauernhof bewirtschaftete, erstmals Mitglied des Parlaments (Folketing) und vertrat dort zunächst bis zum 21. September 1971 den Wahlkreis Ålborg Amtskreds sowie im Anschluss zwischen dem 21. September 1971 und dem 3. Dezember 1973 den Wahlkreis Nordjyllands Amtskreds. Während dieser Zeit war er 1966 und 1967 Mitglied der Delegation bei der Generalversammlung der Vereinten Nationen, zwischen 1968 und 1971 Mitglied der Parlamentarischen Versammlung des Europarates sowie von 1969 bis 1971 auch Mitglied der Parlamentarischen Versammlung der NATO, deren Vizepräsident er zugleich zwischen 1970 und 1971 war. Er fungierte zudem zwischen 1970 und 1971 als Vorsitzender des Folketing-Ausschusses für das Wohnungswesen (Boligudvalg) und war zudem 1971 kurzzeitig Mitglied des Hauptvorstandes der Konservativen Volkspartei.
Als Nachfolger von Erik Ninn-Hansen übernahm Knud Østergaard am 17. März 1971 in der Regierung Baunsgaard das Amt als Verteidigungsminister (Forsvarsminister) und bekleidete dieses bis zum Ende der Amtszeit der Regierung von Ministerpräsident Hilmar Baunsgaard am 11. Oktober 1971. Nach seinem Ausscheiden aus Regierung und Parlament war er zwischen 1974 und 1983 Präsident der Verteidigungsbrüder-Gesellschaft (Danske Forsvarsbroderselskaber) und nach seiner Beförderung zum Oberst von 1975 und 1983 Chef der Heimwehrregion I (Hjemmeværnsregion I). Er gehörte zwischen 1980 und 1984 erneut dem Hauptvorstand der Konservativen Volkspartei als Mitglied an und übernahm von 1981 und 1984 den Posten als Vorsteher der Amtskommune Nordjyllands Amt.
Am 8. Dezember 1981 wurde Østergaard erneut Mitglied des Folketing, in dem er nunmehr bis zum 12. Dezember 1990 den Wahlkreis Ringkøbing Amtskreds vertrat. Während seiner nunmehrigen Parlamentszugehörigkeit war er zwischen 1982 und 1990 Vorsitzender der KF-Fraktion und gehörte zwischen dem 5. Oktober 1982 und dem 9. Januar 1989 auch dem Präsidium des Folketing als Mitglied an. Des Weiteren fungierte er von 1982 bis 1987 als Vorsitzender des Auswärtigen Ausschusses (Det Udenrigspolitiske Nævn) und war zwischen 1984 und 1990 erneut Mitglied der Parlamentarischen Versammlung des Europarates. Darüber hinaus war er von 1982 bis 1986 Mitglied des Vorstandes (Bestyrelse) des Chemieunternehmens Kryolitselskabet Øresund A/S und wurde 1986 Mitglied des Vorstandes der Telefongesellschaft Jydsk Telefon A/S.
Zuletzt wurde er am 10. Januar 1989 als Nachfolger von Hans Peter Clausen zum Verkehrsminister (Trafikminister) in die Regierung Schlüter III, der er bis zum Ende der Amtszeit von Ministerpräsident Poul Schlüter am 18. Dezember 1990 angehörte. Nach seinem Tode wurde er auf dem Friedhof von Vester Hassing beigesetzt.

## Veröffentlichungen
- Focus på Vietnam, 1964
- Barn af Vendsyssel, 1973.